# Gustaf Adolf Cloos
Gustaf Adolf Cloos, född 1 juli 1782 i Maria församling, död 28 januari 1812, var en svensk tonsättare och cellist.

## Biografi
Gustaf Adolf Cloos var son till Paul Wilhelm Cloos. Från 1798 finns han noterad som en av operastatens elever samtidigt som han undervisades av fadern.
1801 anställdes han som violoncellist på sin faders plats i Hovkapellet då denne avlidit. Denna tjänst fick han senare lämna vid massuppsägningarna 1807. 14 år gammal uppträdde han för första gången som solist vid en konsert i stora salen på Börshuset. Cloos framträdde därefter flitigt som solist till 1810. Året innan hade han flyttat med sin familj till Göteborg där han avled 29 år gammal. 
Han gifte sig 1803 med Hedvig Elisabeth Fix.

## Verk
- Duett i B-dur för två fioler.[3]
- Solo för cello. Uppförd augusti 1806 och 1807 i Uppsala (två gånger).[3]
- Andante och polonäs för oboe och flöjt. Uppförd juni 1807 i Åbo.[3]
- Variationer på visan "Snart är din ungdomstid förfluten" för Oboe. Uppförd februari 1807 i Uppsala och 1808.[3]
- Polonäs för cello. Uppförd april 1808.[3]